# Liste des communes du Loiret
Pour les autres listes de communes françaises, voir Listes des communes de France.
| - Le Loiret en France métropolitaine. - Carte des communes du Loiret. |

Cette page liste les 325 communes du département français du Loiret au 1er janvier 2025.

## Histoire
Le 1er mars 2019, la commune de La Selle-sur-le-Bied absorbe la commune de Saint-Loup-de-Gonois et prend le statut de commune nouvelle, portant le nombre de communes du département de 326 à 325.

## Liste des communes
Le tableau suivant donne la liste des communes au 1er janvier 2025, en précisant leur code Insee, leur code postal principal, leur arrondissement, leur canton, leur intercommunalité, leur superficie, leur population et leur densité, d'après les chiffres de l'Insee issus du recensement 2022,.
La valeur de superficie prise comme référence pour le tableau est la superficie cadastrale publiée par l'Insee qui est la superficie évaluée en 1975 par le service du cadastre (Direction Générale des Impôts), corrigée des modifications communales intervenues depuis 1975. Elle comprend « toutes les surfaces du domaine public et privé, cadastrées ou non cadastrées, à l'exception des lacs, étangs et glaciers de plus d'un kilomètre carré ainsi que des estuaires ». Cette superficie peut être différente de la superficie géodésique qui est relative à l'ensemble du territoire de la commune.
| Nom                         | Code Insee | Code postal | Arrondissement | Canton                                                       | Intercommunalité                       | Superficie (km2) | Population (dernière pop. légale) | Densité (hab./km2) | Modifier                                    |
| --------------------------- | ---------- | ----------- | -------------- | ------------------------------------------------------------ | -------------------------------------- | ---------------- | --------------------------------- | ------------------ | ------------------------------------------- |
| Orléans (préfecture)        | 45234      | 45000 45100 | Orléans        | La Ferté-Saint-Aubin Orléans-1 Orléans-2 Orléans-3 Orléans-4 | Orléans Métropole                      | 27,48            | 116 344 (2022)                    | 4 234              | modifier les données · modifier les données |
| Adon                        | 45001      | 45230       | Montargis      | Gien                                                         | CC du Berry Loire Puisaye              | 24,65            | 192 (2022)                        | 7,8                | modifier les données · modifier les données |
| Aillant-sur-Milleron        | 45002      | 45230       | Montargis      | Lorris                                                       | CC Canaux et Forêts en Gâtinais        | 26,93            | 374 (2022)                        | 14                 | modifier les données · modifier les données |
| Amilly                      | 45004      | 45200       | Montargis      | Châlette-sur-Loing                                           | CA montargoise et rives du Loing       | 40,26            | 13 432 (2022)                     | 334                | modifier les données · modifier les données |
| Andonville                  | 45005      | 45480       | Pithiviers     | Pithiviers                                                   | CC de la Plaine du Nord Loiret         | 11,94            | 252 (2022)                        | 21                 | modifier les données · modifier les données |
| Ardon                       | 45006      | 45160       | Orléans        | La Ferté-Saint-Aubin                                         | CC des Portes de Sologne               | 53,65            | 1 201 (2022)                      | 22                 | modifier les données · modifier les données |
| Artenay                     | 45008      | 45410       | Orléans        | Meung-sur-Loire                                              | CC de la Beauce Loirétaine             | 20,50            | 2 009 (2022)                      | 98                 | modifier les données · modifier les données |
| Aschères-le-Marché          | 45009      | 45170       | Pithiviers     | Pithiviers                                                   | CC de la Forêt                         | 20,90            | 1 140 (2022)                      | 55                 | modifier les données · modifier les données |
| Ascoux                      | 45010      | 45300       | Pithiviers     | Le Malesherbois                                              | CC du Pithiverais                      | 6,75             | 1 070 (2022)                      | 159                | modifier les données · modifier les données |
| Attray                      | 45011      | 45170       | Pithiviers     | Pithiviers                                                   | CC de la Plaine du Nord Loiret         | 16,74            | 209 (2022)                        | 12                 | modifier les données · modifier les données |
| Audeville                   | 45012      | 45300       | Pithiviers     | Pithiviers                                                   | CC du Pithiverais                      | 12,71            | 180 (2022)                        | 14                 | modifier les données · modifier les données |
| Augerville-la-Rivière       | 45013      | 45330       | Pithiviers     | Le Malesherbois                                              | CC du Pithiverais-Gâtinais             | 4,03             | 216 (2022)                        | 54                 | modifier les données · modifier les données |
| Aulnay-la-Rivière           | 45014      | 45390       | Pithiviers     | Le Malesherbois                                              | CC du Pithiverais-Gâtinais             | 16,14            | 505 (2022)                        | 31                 | modifier les données · modifier les données |
| Autruy-sur-Juine            | 45015      | 45480       | Pithiviers     | Pithiviers                                                   | CC du Pithiverais                      | 27,11            | 729 (2022)                        | 27                 | modifier les données · modifier les données |
| Autry-le-Châtel             | 45016      | 45500       | Montargis      | Gien                                                         | CC du Berry Loire Puisaye              | 50,56            | 858 (2022)                        | 17                 | modifier les données · modifier les données |
| Auvilliers-en-Gâtinais      | 45017      | 45270       | Montargis      | Lorris                                                       | CC Canaux et Forêts en Gâtinais        | 20,61            | 335 (2022)                        | 16                 | modifier les données · modifier les données |
| Auxy                        | 45018      | 45340       | Pithiviers     | Le Malesherbois                                              | CC du Pithiverais-Gâtinais             | 20,28            | 954 (2022)                        | 47                 | modifier les données · modifier les données |
| Baccon                      | 45019      | 45130       | Orléans        | Beaugency                                                    | CC des Terres du Val de Loire          | 33,02            | 643 (2022)                        | 19                 | modifier les données · modifier les données |
| Le Bardon                   | 45020      | 45130       | Orléans        | Meung-sur-Loire                                              | CC des Terres du Val de Loire          | 12,23            | 970 (2022)                        | 79                 | modifier les données · modifier les données |
| Barville-en-Gâtinais        | 45021      | 45340       | Pithiviers     | Le Malesherbois                                              | CC du Pithiverais-Gâtinais             | 10,29            | 299 (2022)                        | 29                 | modifier les données · modifier les données |
| Batilly-en-Gâtinais         | 45022      | 45340       | Pithiviers     | Le Malesherbois                                              | CC du Pithiverais-Gâtinais             | 10,32            | 447 (2022)                        | 43                 | modifier les données · modifier les données |
| Batilly-en-Puisaye          | 45023      | 45420       | Montargis      | Gien                                                         | CC du Berry Loire Puisaye              | 17,35            | 106 (2022)                        | 6,1                | modifier les données · modifier les données |
| Baule                       | 45024      | 45130       | Orléans        | Beaugency                                                    | CC des Terres du Val de Loire          | 12,11            | 2 005 (2022)                      | 166                | modifier les données · modifier les données |
| Bazoches-les-Gallerandes    | 45025      | 45480       | Pithiviers     | Pithiviers                                                   | CC de la Plaine du Nord Loiret         | 36,73            | 1 482 (2022)                      | 40                 | modifier les données · modifier les données |
| Bazoches-sur-le-Betz        | 45026      | 45210       | Montargis      | Courtenay                                                    | CC de la Cléry, du Betz et de l'Ouanne | 15,38            | 968 (2022)                        | 63                 | modifier les données · modifier les données |
| Beauchamps-sur-Huillard     | 45027      | 45270       | Montargis      | Lorris                                                       | CC Canaux et Forêts en Gâtinais        | 18,09            | 402 (2022)                        | 22                 | modifier les données · modifier les données |
| Beaugency                   | 45028      | 45190       | Orléans        | Beaugency                                                    | CC des Terres du Val de Loire          | 16,45            | 7 811 (2022)                      | 475                | modifier les données · modifier les données |
| Beaulieu-sur-Loire          | 45029      | 45630       | Montargis      | Gien                                                         | CC du Berry Loire Puisaye              | 48,83            | 1 750 (2022)                      | 36                 | modifier les données · modifier les données |
| Beaune-la-Rolande           | 45030      | 45340       | Pithiviers     | Le Malesherbois                                              | CC du Pithiverais-Gâtinais             | 20,55            | 1 991 (2022)                      | 97                 | modifier les données · modifier les données |
| Bellegarde                  | 45031      | 45270       | Montargis      | Lorris                                                       | CC Canaux et Forêts en Gâtinais        | 4,93             | 1 416 (2022)                      | 287                | modifier les données · modifier les données |
| Le Bignon-Mirabeau          | 45032      | 45210       | Montargis      | Courtenay                                                    | CC des Quatre Vallées                  | 12,83            | 307 (2022)                        | 24                 | modifier les données · modifier les données |
| Boësses                     | 45033      | 45390       | Pithiviers     | Le Malesherbois                                              | CC du Pithiverais-Gâtinais             | 13,13            | 379 (2022)                        | 29                 | modifier les données · modifier les données |
| Boigny-sur-Bionne           | 45034      | 45760       | Orléans        | Saint-Jean-de-Braye                                          | Orléans Métropole                      | 7,53             | 2 106 (2022)                      | 280                | modifier les données · modifier les données |
| Boiscommun                  | 45035      | 45340       | Pithiviers     | Le Malesherbois                                              | CC du Pithiverais-Gâtinais             | 16,06            | 1 142 (2022)                      | 71                 | modifier les données · modifier les données |
| Boismorand                  | 45036      | 45290       | Montargis      | Gien                                                         | Communauté des communes giennoises     | 25,15            | 863 (2022)                        | 34                 | modifier les données · modifier les données |
| Boisseaux                   | 45037      | 45480       | Pithiviers     | Pithiviers                                                   | CC de la Plaine du Nord Loiret         | 7,19             | 502 (2022)                        | 70                 | modifier les données · modifier les données |
| Bondaroy                    | 45038      | 45300       | Pithiviers     | Le Malesherbois                                              | CC du Pithiverais                      | 6,94             | 414 (2022)                        | 60                 | modifier les données · modifier les données |
| Bonnée                      | 45039      | 45460       | Orléans        | Sully-sur-Loire                                              | CC du Val de Sully                     | 11,61            | 698 (2022)                        | 60                 | modifier les données · modifier les données |
| Bonny-sur-Loire             | 45040      | 45420       | Montargis      | Gien                                                         | CC du Berry Loire Puisaye              | 25,80            | 1 851 (2022)                      | 72                 | modifier les données · modifier les données |
| Bordeaux-en-Gâtinais        | 45041      | 45340       | Pithiviers     | Le Malesherbois                                              | CC du Pithiverais-Gâtinais             | 9,46             | 107 (2022)                        | 11                 | modifier les données · modifier les données |
| Les Bordes                  | 45042      | 45460       | Orléans        | Sully-sur-Loire                                              | CC du Val de Sully                     | 24,02            | 1 846 (2022)                      | 77                 | modifier les données · modifier les données |
| Bou                         | 45043      | 45430       | Orléans        | Saint-Jean-de-Braye                                          | Orléans Métropole                      | 6,29             | 1 019 (2022)                      | 162                | modifier les données · modifier les données |
| Bougy-lez-Neuville          | 45044      | 45170       | Orléans        | Pithiviers                                                   | CC de la Forêt                         | 16,73            | 156 (2022)                        | 9,3                | modifier les données · modifier les données |
| Bouilly-en-Gâtinais         | 45045      | 45300       | Pithiviers     | Le Malesherbois                                              | CC du Pithiverais                      | 15,96            | 307 (2022)                        | 19                 | modifier les données · modifier les données |
| Boulay-les-Barres           | 45046      | 45140       | Orléans        | Meung-sur-Loire                                              | CC de la Beauce Loirétaine             | 12,45            | 1 061 (2022)                      | 85                 | modifier les données · modifier les données |
| Bouzonville-aux-Bois        | 45047      | 45300       | Pithiviers     | Le Malesherbois                                              | CC du Pithiverais                      | 7,54             | 419 (2022)                        | 56                 | modifier les données · modifier les données |
| Bouzy-la-Forêt              | 45049      | 45460       | Orléans        | Châteauneuf-sur-Loire                                        | CC des Loges                           | 37,47            | 1 231 (2022)                      | 33                 | modifier les données · modifier les données |
| Boynes                      | 45050      | 45300       | Pithiviers     | Le Malesherbois                                              | CC du Pithiverais                      | 15,43            | 1 323 (2022)                      | 86                 | modifier les données · modifier les données |
| Bray-Saint-Aignan           | 45051      | 45460       | Orléans        | Sully-sur-Loire                                              | CC du Val de Sully                     | 26,16            | 1 774 (2022)                      | 68                 | modifier les données · modifier les données |
| Breteau                     | 45052      | 45250       | Montargis      | Gien                                                         | CC du Berry Loire Puisaye              | 16,45            | 95 (2022)                         | 5,8                | modifier les données · modifier les données |
| Briare                      | 45053      | 45250       | Montargis      | Gien                                                         | CC du Berry Loire Puisaye              | 45,41            | 5 012 (2022)                      | 110                | modifier les données · modifier les données |
| Briarres-sur-Essonne        | 45054      | 45390       | Pithiviers     | Le Malesherbois                                              | CC du Pithiverais-Gâtinais             | 8,23             | 526 (2022)                        | 64                 | modifier les données · modifier les données |
| Bricy                       | 45055      | 45310       | Orléans        | Meung-sur-Loire                                              | CC de la Beauce Loirétaine             | 12,66            | 542 (2022)                        | 43                 | modifier les données · modifier les données |
| Bromeilles                  | 45056      | 45390       | Pithiviers     | Le Malesherbois                                              | CC du Pithiverais-Gâtinais             | 14,75            | 321 (2022)                        | 22                 | modifier les données · modifier les données |
| Bucy-le-Roi                 | 45058      | 45410       | Orléans        | Meung-sur-Loire                                              | CC de la Beauce Loirétaine             | 4,58             | 177 (2022)                        | 39                 | modifier les données · modifier les données |
| Bucy-Saint-Liphard          | 45059      | 45140       | Orléans        | Meung-sur-Loire                                              | CC de la Beauce Loirétaine             | 17,84            | 208 (2022)                        | 12                 | modifier les données · modifier les données |
| La Bussière                 | 45060      | 45230       | Montargis      | Gien                                                         | CC du Berry Loire Puisaye              | 35,23            | 761 (2022)                        | 22                 | modifier les données · modifier les données |
| Cepoy                       | 45061      | 45120       | Montargis      | Châlette-sur-Loing                                           | CA montargoise et rives du Loing       | 8,52             | 2 346 (2022)                      | 275                | modifier les données · modifier les données |
| Cercottes                   | 45062      | 45520       | Orléans        | Meung-sur-Loire                                              | CC de la Beauce Loirétaine             | 24,24            | 1 477 (2022)                      | 61                 | modifier les données · modifier les données |
| Cerdon                      | 45063      | 45620       | Orléans        | Sully-sur-Loire                                              | CC du Val de Sully                     | 67,07            | 895 (2022)                        | 13                 | modifier les données · modifier les données |
| Cernoy-en-Berry             | 45064      | 45360       | Montargis      | Gien                                                         | CC du Berry Loire Puisaye              | 28,23            | 427 (2022)                        | 15                 | modifier les données · modifier les données |
| Césarville-Dossainville     | 45065      | 45300       | Pithiviers     | Pithiviers                                                   | CC du Pithiverais                      | 19,06            | 222 (2022)                        | 12                 | modifier les données · modifier les données |
| Chailly-en-Gâtinais         | 45066      | 45260       | Montargis      | Lorris                                                       | CC Canaux et Forêts en Gâtinais        | 18,37            | 688 (2022)                        | 37                 | modifier les données · modifier les données |
| Chaingy                     | 45067      | 45380       | Orléans        | Meung-sur-Loire                                              | CC des Terres du Val de Loire          | 21,69            | 4 081 (2022)                      | 188                | modifier les données · modifier les données |
| Châlette-sur-Loing          | 45068      | 45120       | Montargis      | Châlette-sur-Loing                                           | CA montargoise et rives du Loing       | 13,13            | 12 958 (2022)                     | 987                | modifier les données · modifier les données |
| Chambon-la-Forêt            | 45069      | 45340       | Pithiviers     | Le Malesherbois                                              | CC du Pithiverais-Gâtinais             | 17,16            | 961 (2022)                        | 56                 | modifier les données · modifier les données |
| Champoulet                  | 45070      | 45420       | Montargis      | Gien                                                         | CC du Berry Loire Puisaye              | 9,36             | 52 (2022)                         | 5,6                | modifier les données · modifier les données |
| Chanteau                    | 45072      | 45400       | Orléans        | Fleury-les-Aubrais                                           | Orléans Métropole                      | 28,85            | 1 611 (2022)                      | 56                 | modifier les données · modifier les données |
| Chantecoq                   | 45073      | 45320       | Montargis      | Courtenay                                                    | CC de la Cléry, du Betz et de l'Ouanne | 15,93            | 516 (2022)                        | 32                 | modifier les données · modifier les données |
| La Chapelle-Onzerain        | 45074      | 45310       | Orléans        | Meung-sur-Loire                                              | CC de la Beauce Loirétaine             | 7,06             | 110 (2022)                        | 16                 | modifier les données · modifier les données |
| La Chapelle-Saint-Mesmin    | 45075      | 45380       | Orléans        | Saint-Jean-de-la-Ruelle                                      | Orléans Métropole                      | 8,96             | 10 492 (2022)                     | 1 171              | modifier les données · modifier les données |
| La Chapelle-Saint-Sépulcre  | 45076      | 45210       | Montargis      | Courtenay                                                    | CC de la Cléry, du Betz et de l'Ouanne | 6,21             | 223 (2022)                        | 36                 | modifier les données · modifier les données |
| La Chapelle-sur-Aveyron     | 45077      | 45230       | Montargis      | Lorris                                                       | CC Canaux et Forêts en Gâtinais        | 19,03            | 623 (2022)                        | 33                 | modifier les données · modifier les données |
| Chapelon                    | 45078      | 45270       | Montargis      | Lorris                                                       | CC Canaux et Forêts en Gâtinais        | 6,52             | 250 (2022)                        | 38                 | modifier les données · modifier les données |
| Le Charme                   | 45079      | 45230       | Montargis      | Lorris                                                       | CC Canaux et Forêts en Gâtinais        | 13,82            | 149 (2022)                        | 11                 | modifier les données · modifier les données |
| Charmont-en-Beauce          | 45080      | 45480       | Pithiviers     | Pithiviers                                                   | CC de la Plaine du Nord Loiret         | 18,05            | 340 (2022)                        | 19                 | modifier les données · modifier les données |
| Charsonville                | 45081      | 45130       | Orléans        | Meung-sur-Loire                                              | CC des Terres du Val de Loire          | 24,55            | 611 (2022)                        | 25                 | modifier les données · modifier les données |
| Château-Renard              | 45083      | 45220       | Montargis      | Courtenay                                                    | CC de la Cléry, du Betz et de l'Ouanne | 40,34            | 2 108 (2022)                      | 52                 | modifier les données · modifier les données |
| Châteauneuf-sur-Loire       | 45082      | 45110       | Orléans        | Châteauneuf-sur-Loire                                        | CC des Loges                           | 40,01            | 8 470 (2022)                      | 212                | modifier les données · modifier les données |
| Châtenoy                    | 45084      | 45260       | Montargis      | Lorris                                                       | CC Canaux et Forêts en Gâtinais        | 25,84            | 424 (2022)                        | 16                 | modifier les données · modifier les données |
| Châtillon-Coligny           | 45085      | 45230       | Montargis      | Lorris                                                       | CC Canaux et Forêts en Gâtinais        | 25,53            | 1 858 (2022)                      | 73                 | modifier les données · modifier les données |
| Châtillon-le-Roi            | 45086      | 45480       | Pithiviers     | Pithiviers                                                   | CC de la Plaine du Nord Loiret         | 4,54             | 275 (2022)                        | 61                 | modifier les données · modifier les données |
| Châtillon-sur-Loire         | 45087      | 45360       | Montargis      | Gien                                                         | CC du Berry Loire Puisaye              | 40,67            | 3 152 (2022)                      | 78                 | modifier les données · modifier les données |
| Chaussy                     | 45088      | 45480       | Pithiviers     | Pithiviers                                                   | CC de la Plaine du Nord Loiret         | 12,94            | 274 (2022)                        | 21                 | modifier les données · modifier les données |
| Chécy                       | 45089      | 45430       | Orléans        | Saint-Jean-de-Braye                                          | Orléans Métropole                      | 15,47            | 8 948 (2022)                      | 578                | modifier les données · modifier les données |
| Chevannes                   | 45091      | 45210       | Montargis      | Courtenay                                                    | CC des Quatre Vallées                  | 11,99            | 319 (2022)                        | 27                 | modifier les données · modifier les données |
| Chevillon-sur-Huillard      | 45092      | 45700       | Montargis      | Montargis                                                    | CA montargoise et rives du Loing       | 19,34            | 1 504 (2022)                      | 78                 | modifier les données · modifier les données |
| Chevilly                    | 45093      | 45520       | Orléans        | Meung-sur-Loire                                              | CC de la Beauce Loirétaine             | 41,76            | 2 653 (2022)                      | 64                 | modifier les données · modifier les données |
| Chevry-sous-le-Bignon       | 45094      | 45210       | Montargis      | Courtenay                                                    | CC des Quatre Vallées                  | 7,40             | 228 (2022)                        | 31                 | modifier les données · modifier les données |
| Chilleurs-aux-Bois          | 45095      | 45170       | Pithiviers     | Le Malesherbois                                              | CC du Pithiverais                      | 52,22            | 2 103 (2022)                      | 40                 | modifier les données · modifier les données |
| Les Choux                   | 45096      | 45290       | Montargis      | Gien                                                         | Communauté des communes giennoises     | 33,36            | 530 (2022)                        | 16                 | modifier les données · modifier les données |
| Chuelles                    | 45097      | 45220       | Montargis      | Courtenay                                                    | CC de la Cléry, du Betz et de l'Ouanne | 30,82            | 1 230 (2022)                      | 40                 | modifier les données · modifier les données |
| Cléry-Saint-André           | 45098      | 45370       | Orléans        | Beaugency                                                    | CC des Terres du Val de Loire          | 18,13            | 3 540 (2022)                      | 195                | modifier les données · modifier les données |
| Coinces                     | 45099      | 45310       | Orléans        | Meung-sur-Loire                                              | CC de la Beauce Loirétaine             | 21,63            | 498 (2022)                        | 23                 | modifier les données · modifier les données |
| Combleux                    | 45100      | 45800       | Orléans        | Saint-Jean-de-Braye                                          | Orléans Métropole                      | 1,10             | 524 (2022)                        | 476                | modifier les données · modifier les données |
| Combreux                    | 45101      | 45530       | Orléans        | Châteauneuf-sur-Loire                                        | CC des Loges                           | 12,67            | 270 (2022)                        | 21                 | modifier les données · modifier les données |
| Conflans-sur-Loing          | 45102      | 45700       | Montargis      | Châlette-sur-Loing                                           | CA montargoise et rives du Loing       | 9,14             | 362 (2022)                        | 40                 | modifier les données · modifier les données |
| Corbeilles                  | 45103      | 45490       | Montargis      | Courtenay                                                    | CC des Quatre Vallées                  | 32,62            | 1 579 (2022)                      | 48                 | modifier les données · modifier les données |
| Corquilleroy                | 45104      | 45120       | Montargis      | Châlette-sur-Loing                                           | CA montargoise et rives du Loing       | 13,96            | 2 840 (2022)                      | 203                | modifier les données · modifier les données |
| Cortrat                     | 45105      | 45700       | Montargis      | Lorris                                                       | CC Canaux et Forêts en Gâtinais        | 11,03            | 82 (2022)                         | 7,4                | modifier les données · modifier les données |
| Coudroy                     | 45107      | 45260       | Montargis      | Lorris                                                       | CC Canaux et Forêts en Gâtinais        | 14,73            | 299 (2022)                        | 20                 | modifier les données · modifier les données |
| Coullons                    | 45108      | 45720       | Montargis      | Sully-sur-Loire                                              | Communauté des communes giennoises     | 78,97            | 2 251 (2022)                      | 29                 | modifier les données · modifier les données |
| Coulmiers                   | 45109      | 45130       | Orléans        | Meung-sur-Loire                                              | CC des Terres du Val de Loire          | 14,28            | 565 (2022)                        | 40                 | modifier les données · modifier les données |
| La Cour-Marigny             | 45112      | 45260       | Montargis      | Lorris                                                       | CC Canaux et Forêts en Gâtinais        | 13,43            | 367 (2022)                        | 27                 | modifier les données · modifier les données |
| Courcelles-le-Roi           | 45110      | 45300       | Pithiviers     | Le Malesherbois                                              | CC du Pithiverais-Gâtinais             | 6,30             | 318 (2022)                        | 50                 | modifier les données · modifier les données |
| Courcy-aux-Loges            | 45111      | 45300       | Pithiviers     | Le Malesherbois                                              | CC du Pithiverais                      | 20,90            | 453 (2022)                        | 22                 | modifier les données · modifier les données |
| Courtemaux                  | 45113      | 45320       | Montargis      | Courtenay                                                    | CC de la Cléry, du Betz et de l'Ouanne | 12,19            | 263 (2022)                        | 22                 | modifier les données · modifier les données |
| Courtempierre               | 45114      | 45490       | Montargis      | Courtenay                                                    | CC des Quatre Vallées                  | 13,30            | 214 (2022)                        | 16                 | modifier les données · modifier les données |
| Courtenay                   | 45115      | 45320       | Montargis      | Courtenay                                                    | CC de la Cléry, du Betz et de l'Ouanne | 50,13            | 3 799 (2022)                      | 76                 | modifier les données · modifier les données |
| Cravant                     | 45116      | 45190       | Orléans        | Beaugency                                                    | CC des Terres du Val de Loire          | 33,91            | 951 (2022)                        | 28                 | modifier les données · modifier les données |
| Crottes-en-Pithiverais      | 45118      | 45170       | Pithiviers     | Pithiviers                                                   | CC de la Plaine du Nord Loiret         | 13,65            | 319 (2022)                        | 23                 | modifier les données · modifier les données |
| Dadonville                  | 45119      | 45300       | Pithiviers     | Pithiviers                                                   | CC du Pithiverais                      | 18,21            | 2 363 (2022)                      | 130                | modifier les données · modifier les données |
| Dammarie-en-Puisaye         | 45120      | 45420       | Montargis      | Gien                                                         | CC du Berry Loire Puisaye              | 25,89            | 173 (2022)                        | 6,7                | modifier les données · modifier les données |
| Dammarie-sur-Loing          | 45121      | 45230       | Montargis      | Lorris                                                       | CC Canaux et Forêts en Gâtinais        | 20,94            | 460 (2022)                        | 22                 | modifier les données · modifier les données |
| Dampierre-en-Burly          | 45122      | 45570       | Orléans        | Sully-sur-Loire                                              | CC du Val de Sully                     | 47,44            | 1 454 (2022)                      | 31                 | modifier les données · modifier les données |
| Darvoy                      | 45123      | 45150       | Orléans        | Châteauneuf-sur-Loire                                        | CC des Loges                           | 8,58             | 1 905 (2022)                      | 222                | modifier les données · modifier les données |
| Desmonts                    | 45124      | 45390       | Pithiviers     | Le Malesherbois                                              | CC du Pithiverais-Gâtinais             | 4,76             | 171 (2022)                        | 36                 | modifier les données · modifier les données |
| Dimancheville               | 45125      | 45390       | Pithiviers     | Le Malesherbois                                              | CC du Pithiverais-Gâtinais             | 2,35             | 107 (2022)                        | 46                 | modifier les données · modifier les données |
| Donnery                     | 45126      | 45450       | Orléans        | Châteauneuf-sur-Loire                                        | CC des Loges                           | 21,77            | 2 833 (2022)                      | 130                | modifier les données · modifier les données |
| Dordives                    | 45127      | 45680       | Montargis      | Courtenay                                                    | CC des Quatre Vallées                  | 15,18            | 3 257 (2022)                      | 215                | modifier les données · modifier les données |
| Douchy-Montcorbon           | 45129      | 45220       | Montargis      | Courtenay                                                    | CC de la Cléry, du Betz et de l'Ouanne | 50,12            | 1 362 (2022)                      | 27                 | modifier les données · modifier les données |
| Dry                         | 45130      | 45370       | Orléans        | Beaugency                                                    | CC des Terres du Val de Loire          | 22,64            | 1 414 (2022)                      | 62                 | modifier les données · modifier les données |
| Échilleuses                 | 45131      | 45390       | Pithiviers     | Le Malesherbois                                              | CC du Pithiverais-Gâtinais             | 12,43            | 387 (2022)                        | 31                 | modifier les données · modifier les données |
| Égry                        | 45132      | 45340       | Pithiviers     | Le Malesherbois                                              | CC du Pithiverais-Gâtinais             | 7,39             | 356 (2022)                        | 48                 | modifier les données · modifier les données |
| Engenville                  | 45133      | 45300       | Pithiviers     | Pithiviers                                                   | CC du Pithiverais                      | 18,10            | 539 (2022)                        | 30                 | modifier les données · modifier les données |
| Épieds-en-Beauce            | 45134      | 45130       | Orléans        | Meung-sur-Loire                                              | CC des Terres du Val de Loire          | 40,22            | 1 446 (2022)                      | 36                 | modifier les données · modifier les données |
| Erceville                   | 45135      | 45480       | Pithiviers     | Pithiviers                                                   | CC de la Plaine du Nord Loiret         | 12,72            | 293 (2022)                        | 23                 | modifier les données · modifier les données |
| Ervauville                  | 45136      | 45320       | Montargis      | Courtenay                                                    | CC de la Cléry, du Betz et de l'Ouanne | 12,54            | 564 (2022)                        | 45                 | modifier les données · modifier les données |
| Escrennes                   | 45137      | 45300       | Pithiviers     | Le Malesherbois                                              | CC du Pithiverais                      | 11,55            | 711 (2022)                        | 62                 | modifier les données · modifier les données |
| Escrignelles                | 45138      | 45250       | Montargis      | Gien                                                         | CC du Berry Loire Puisaye              | 14,04            | 57 (2022)                         | 4,1                | modifier les données · modifier les données |
| Estouy                      | 45139      | 45300       | Pithiviers     | Le Malesherbois                                              | CC du Pithiverais                      | 18,07            | 512 (2022)                        | 28                 | modifier les données · modifier les données |
| Faverelles                  | 45141      | 45420       | Montargis      | Gien                                                         | CC du Berry Loire Puisaye              | 18,92            | 175 (2022)                        | 9,2                | modifier les données · modifier les données |
| Fay-aux-Loges               | 45142      | 45450       | Orléans        | Châteauneuf-sur-Loire                                        | CC des Loges                           | 26,48            | 3 846 (2022)                      | 145                | modifier les données · modifier les données |
| Feins-en-Gâtinais           | 45143      | 45230       | Montargis      | Gien                                                         | CC du Berry Loire Puisaye              | 11,89            | 30 (2022)                         | 2,5                | modifier les données · modifier les données |
| Férolles                    | 45144      | 45150       | Orléans        | Saint-Jean-le-Blanc                                          | CC des Loges                           | 17,05            | 1 134 (2022)                      | 67                 | modifier les données · modifier les données |
| Ferrières-en-Gâtinais       | 45145      | 45210       | Montargis      | Courtenay                                                    | CC des Quatre Vallées                  | 27,32            | 3 794 (2022)                      | 139                | modifier les données · modifier les données |
| La Ferté-Saint-Aubin        | 45146      | 45240       | Orléans        | La Ferté-Saint-Aubin                                         | CC des Portes de Sologne               | 86,12            | 7 317 (2022)                      | 85                 | modifier les données · modifier les données |
| Fleury-les-Aubrais          | 45147      | 45400       | Orléans        | Fleury-les-Aubrais                                           | Orléans Métropole                      | 10,12            | 21 664 (2022)                     | 2 141              | modifier les données · modifier les données |
| Fontenay-sur-Loing          | 45148      | 45210       | Montargis      | Courtenay                                                    | CC des Quatre Vallées                  | 9,73             | 1 677 (2022)                      | 172                | modifier les données · modifier les données |
| Foucherolles                | 45149      | 45320       | Montargis      | Courtenay                                                    | CC de la Cléry, du Betz et de l'Ouanne | 9,80             | 303 (2022)                        | 31                 | modifier les données · modifier les données |
| Fréville-du-Gâtinais        | 45150      | 45270       | Montargis      | Lorris                                                       | CC Canaux et Forêts en Gâtinais        | 9,77             | 178 (2022)                        | 18                 | modifier les données · modifier les données |
| Gaubertin                   | 45151      | 45340       | Pithiviers     | Le Malesherbois                                              | CC du Pithiverais-Gâtinais             | 7,29             | 251 (2022)                        | 34                 | modifier les données · modifier les données |
| Gémigny                     | 45152      | 45310       | Orléans        | Meung-sur-Loire                                              | CC de la Beauce Loirétaine             | 14,17            | 218 (2022)                        | 15                 | modifier les données · modifier les données |
| Germigny-des-Prés           | 45153      | 45110       | Orléans        | Sully-sur-Loire                                              | CC du Val de Sully                     | 9,78             | 700 (2022)                        | 72                 | modifier les données · modifier les données |
| Gidy                        | 45154      | 45520       | Orléans        | Meung-sur-Loire                                              | CC de la Beauce Loirétaine             | 23,91            | 2 015 (2022)                      | 84                 | modifier les données · modifier les données |
| Gien                        | 45155      | 45500       | Montargis      | Gien                                                         | Communauté des communes giennoises     | 67,86            | 13 431 (2022)                     | 198                | modifier les données · modifier les données |
| Girolles                    | 45156      | 45120       | Montargis      | Courtenay                                                    | CC des Quatre Vallées                  | 13,90            | 599 (2022)                        | 43                 | modifier les données · modifier les données |
| Givraines                   | 45157      | 45300       | Pithiviers     | Le Malesherbois                                              | CC du Pithiverais                      | 11,26            | 420 (2022)                        | 37                 | modifier les données · modifier les données |
| Gondreville                 | 45158      | 45490       | Montargis      | Courtenay                                                    | CC des Quatre Vallées                  | 8,07             | 329 (2022)                        | 41                 | modifier les données · modifier les données |
| Grangermont                 | 45159      | 45390       | Pithiviers     | Le Malesherbois                                              | CC du Pithiverais-Gâtinais             | 3,93             | 177 (2022)                        | 45                 | modifier les données · modifier les données |
| Greneville-en-Beauce        | 45160      | 45480       | Pithiviers     | Pithiviers                                                   | CC de la Plaine du Nord Loiret         | 22,47            | 672 (2022)                        | 30                 | modifier les données · modifier les données |
| Griselles                   | 45161      | 45210       | Montargis      | Courtenay                                                    | CC des Quatre Vallées                  | 30,32            | 818 (2022)                        | 27                 | modifier les données · modifier les données |
| Guigneville                 | 45162      | 45300       | Pithiviers     | Pithiviers                                                   | CC du Pithiverais                      | 32,01            | 541 (2022)                        | 17                 | modifier les données · modifier les données |
| Guilly                      | 45164      | 45600       | Orléans        | Sully-sur-Loire                                              | CC du Val de Sully                     | 17,03            | 667 (2022)                        | 39                 | modifier les données · modifier les données |
| Gy-les-Nonains              | 45165      | 45220       | Montargis      | Courtenay                                                    | CC de la Cléry, du Betz et de l'Ouanne | 20,13            | 603 (2022)                        | 30                 | modifier les données · modifier les données |
| Huêtre                      | 45166      | 45520       | Orléans        | Meung-sur-Loire                                              | CC de la Beauce Loirétaine             | 13,15            | 282 (2022)                        | 21                 | modifier les données · modifier les données |
| Huisseau-sur-Mauves         | 45167      | 45130       | Orléans        | Meung-sur-Loire                                              | CC des Terres du Val de Loire          | 37,16            | 1 754 (2022)                      | 47                 | modifier les données · modifier les données |
| Ingrannes                   | 45168      | 45450       | Orléans        | Châteauneuf-sur-Loire                                        | CC des Loges                           | 38,98            | 543 (2022)                        | 14                 | modifier les données · modifier les données |
| Ingré                       | 45169      | 45140       | Orléans        | Saint-Jean-de-la-Ruelle                                      | Orléans Métropole                      | 20,82            | 9 838 (2022)                      | 473                | modifier les données · modifier les données |
| Intville-la-Guétard         | 45170      | 45300       | Pithiviers     | Pithiviers                                                   | CC du Pithiverais                      | 4,88             | 175 (2022)                        | 36                 | modifier les données · modifier les données |
| Isdes                       | 45171      | 45620       | Orléans        | Sully-sur-Loire                                              | CC du Val de Sully                     | 43,89            | 531 (2022)                        | 12                 | modifier les données · modifier les données |
| Jargeau                     | 45173      | 45150       | Orléans        | Châteauneuf-sur-Loire                                        | CC des Loges                           | 14,66            | 4 636 (2022)                      | 316                | modifier les données · modifier les données |
| Jouy-en-Pithiverais         | 45174      | 45480       | Pithiviers     | Pithiviers                                                   | CC de la Plaine du Nord Loiret         | 15,86            | 266 (2022)                        | 17                 | modifier les données · modifier les données |
| Jouy-le-Potier              | 45175      | 45370       | Orléans        | Beaugency                                                    | CC des Portes de Sologne               | 50,40            | 1 631 (2022)                      | 32                 | modifier les données · modifier les données |
| Juranville                  | 45176      | 45340       | Pithiviers     | Le Malesherbois                                              | CC du Pithiverais-Gâtinais             | 15,23            | 435 (2022)                        | 29                 | modifier les données · modifier les données |
| Laas                        | 45177      | 45300       | Pithiviers     | Le Malesherbois                                              | CC du Pithiverais                      | 6,60             | 241 (2022)                        | 37                 | modifier les données · modifier les données |
| Ladon                       | 45178      | 45270       | Montargis      | Lorris                                                       | CC Canaux et Forêts en Gâtinais        | 13,75            | 1 394 (2022)                      | 101                | modifier les données · modifier les données |
| Lailly-en-Val               | 45179      | 45740       | Orléans        | Beaugency                                                    | CC des Terres du Val de Loire          | 45,61            | 3 100 (2022)                      | 68                 | modifier les données · modifier les données |
| Langesse                    | 45180      | 45290       | Montargis      | Gien                                                         | Communauté des communes giennoises     | 8,97             | 86 (2022)                         | 9,6                | modifier les données · modifier les données |
| Léouville                   | 45181      | 45480       | Pithiviers     | Pithiviers                                                   | CC de la Plaine du Nord Loiret         | 4,28             | 88 (2022)                         | 21                 | modifier les données · modifier les données |
| Ligny-le-Ribault            | 45182      | 45240       | Orléans        | La Ferté-Saint-Aubin                                         | CC des Portes de Sologne               | 59,21            | 1 255 (2022)                      | 21                 | modifier les données · modifier les données |
| Lion-en-Beauce              | 45183      | 45410       | Orléans        | Meung-sur-Loire                                              | CC de la Beauce Loirétaine             | 7,00             | 122 (2022)                        | 17                 | modifier les données · modifier les données |
| Lion-en-Sullias             | 45184      | 45600       | Orléans        | Sully-sur-Loire                                              | CC du Val de Sully                     | 24,49            | 386 (2022)                        | 16                 | modifier les données · modifier les données |
| Lombreuil                   | 45185      | 45700       | Montargis      | Montargis                                                    | CA montargoise et rives du Loing       | 7,56             | 304 (2022)                        | 40                 | modifier les données · modifier les données |
| Lorcy                       | 45186      | 45490       | Pithiviers     | Le Malesherbois                                              | CC du Pithiverais-Gâtinais             | 16,75            | 589 (2022)                        | 35                 | modifier les données · modifier les données |
| Lorris                      | 45187      | 45260       | Montargis      | Lorris                                                       | CC Canaux et Forêts en Gâtinais        | 44,91            | 3 002 (2022)                      | 67                 | modifier les données · modifier les données |
| Loury                       | 45188      | 45470       | Orléans        | Fleury-les-Aubrais                                           | CC de la Forêt                         | 34,36            | 2 582 (2022)                      | 75                 | modifier les données · modifier les données |
| Louzouer                    | 45189      | 45210       | Montargis      | Courtenay                                                    | CC de la Cléry, du Betz et de l'Ouanne | 11,23            | 246 (2022)                        | 22                 | modifier les données · modifier les données |
| Le Malesherbois             | 45191      | 45300 45330 | Pithiviers     | Le Malesherbois                                              | CC du Pithiverais-Gâtinais             | 85,04            | 8 022 (2022)                      | 94                 | modifier les données · modifier les données |
| Marcilly-en-Villette        | 45193      | 45240       | Orléans        | La Ferté-Saint-Aubin                                         | CC des Portes de Sologne               | 62,66            | 2 185 (2022)                      | 35                 | modifier les données · modifier les données |
| Mardié                      | 45194      | 45430       | Orléans        | Saint-Jean-de-Braye                                          | Orléans Métropole                      | 17,28            | 3 083 (2022)                      | 178                | modifier les données · modifier les données |
| Mareau-aux-Bois             | 45195      | 45300       | Pithiviers     | Le Malesherbois                                              | CC du Pithiverais                      | 11,61            | 565 (2022)                        | 49                 | modifier les données · modifier les données |
| Mareau-aux-Prés             | 45196      | 45370       | Orléans        | Beaugency                                                    | CC des Terres du Val de Loire          | 13,34            | 1 669 (2022)                      | 125                | modifier les données · modifier les données |
| Marigny-les-Usages          | 45197      | 45760       | Orléans        | Fleury-les-Aubrais                                           | Orléans Métropole                      | 9,66             | 1 861 (2022)                      | 193                | modifier les données · modifier les données |
| Marsainvilliers             | 45198      | 45300       | Pithiviers     | Le Malesherbois                                              | CC du Pithiverais                      | 10,82            | 313 (2022)                        | 29                 | modifier les données · modifier les données |
| Melleroy                    | 45199      | 45220       | Montargis      | Courtenay                                                    | CC de la Cléry, du Betz et de l'Ouanne | 24,23            | 507 (2022)                        | 21                 | modifier les données · modifier les données |
| Ménestreau-en-Villette      | 45200      | 45240       | Orléans        | La Ferté-Saint-Aubin                                         | CC des Portes de Sologne               | 53,62            | 1 385 (2022)                      | 26                 | modifier les données · modifier les données |
| Mérinville                  | 45201      | 45210       | Montargis      | Courtenay                                                    | CC de la Cléry, du Betz et de l'Ouanne | 11,84            | 173 (2022)                        | 15                 | modifier les données · modifier les données |
| Messas                      | 45202      | 45190       | Orléans        | Beaugency                                                    | CC des Terres du Val de Loire          | 5,21             | 1 029 (2022)                      | 198                | modifier les données · modifier les données |
| Meung-sur-Loire             | 45203      | 45130       | Orléans        | Meung-sur-Loire                                              | CC des Terres du Val de Loire          | 20,35            | 6 621 (2022)                      | 325                | modifier les données · modifier les données |
| Mézières-en-Gâtinais        | 45205      | 45270       | Montargis      | Lorris                                                       | CC Canaux et Forêts en Gâtinais        | 9,86             | 259 (2022)                        | 26                 | modifier les données · modifier les données |
| Mézières-lez-Cléry          | 45204      | 45370       | Orléans        | Beaugency                                                    | CC des Terres du Val de Loire          | 27,01            | 857 (2022)                        | 32                 | modifier les données · modifier les données |
| Mignères                    | 45206      | 45490       | Montargis      | Courtenay                                                    | CC des Quatre Vallées                  | 5,12             | 314 (2022)                        | 61                 | modifier les données · modifier les données |
| Mignerette                  | 45207      | 45490       | Montargis      | Courtenay                                                    | CC des Quatre Vallées                  | 6,21             | 357 (2022)                        | 57                 | modifier les données · modifier les données |
| Montargis                   | 45208      | 45200       | Montargis      | Montargis                                                    | CA montargoise et rives du Loing       | 4,46             | 14 819 (2022)                     | 3 323              | modifier les données · modifier les données |
| Montbarrois                 | 45209      | 45340       | Pithiviers     | Le Malesherbois                                              | CC du Pithiverais-Gâtinais             | 6,01             | 297 (2022)                        | 49                 | modifier les données · modifier les données |
| Montbouy                    | 45210      | 45230       | Montargis      | Lorris                                                       | CC Canaux et Forêts en Gâtinais        | 26,73            | 727 (2022)                        | 27                 | modifier les données · modifier les données |
| Montcresson                 | 45212      | 45700       | Montargis      | Lorris                                                       | CC Canaux et Forêts en Gâtinais        | 21,00            | 1 257 (2022)                      | 60                 | modifier les données · modifier les données |
| Montereau                   | 45213      | 45260       | Montargis      | Lorris                                                       | CC Canaux et Forêts en Gâtinais        | 50,12            | 644 (2022)                        | 13                 | modifier les données · modifier les données |
| Montigny                    | 45214      | 45170       | Orléans        | Pithiviers                                                   | CC de la Forêt                         | 5,36             | 243 (2022)                        | 45                 | modifier les données · modifier les données |
| Montliard                   | 45215      | 45340       | Pithiviers     | Le Malesherbois                                              | CC du Pithiverais-Gâtinais             | 8,99             | 230 (2022)                        | 26                 | modifier les données · modifier les données |
| Mormant-sur-Vernisson       | 45216      | 45700       | Montargis      | Montargis                                                    | CA montargoise et rives du Loing       | 10,92            | 133 (2022)                        | 12                 | modifier les données · modifier les données |
| Morville-en-Beauce          | 45217      | 45300       | Pithiviers     | Pithiviers                                                   | CC du Pithiverais                      | 11,02            | 175 (2022)                        | 16                 | modifier les données · modifier les données |
| Le Moulinet-sur-Solin       | 45218      | 45290       | Montargis      | Gien                                                         | Communauté des communes giennoises     | 19,37            | 128 (2022)                        | 6,6                | modifier les données · modifier les données |
| Moulon                      | 45219      | 45270       | Montargis      | Lorris                                                       | CC Canaux et Forêts en Gâtinais        | 9,40             | 183 (2022)                        | 19                 | modifier les données · modifier les données |
| Nancray-sur-Rimarde         | 45220      | 45340       | Pithiviers     | Le Malesherbois                                              | CC du Pithiverais-Gâtinais             | 11,58            | 571 (2022)                        | 49                 | modifier les données · modifier les données |
| Nargis                      | 45222      | 45210       | Montargis      | Courtenay                                                    | CC des Quatre Vallées                  | 22,27            | 1 441 (2022)                      | 65                 | modifier les données · modifier les données |
| Nesploy                     | 45223      | 45270       | Montargis      | Lorris                                                       | CC Canaux et Forêts en Gâtinais        | 12,87            | 368 (2022)                        | 29                 | modifier les données · modifier les données |
| Neuville-aux-Bois           | 45224      | 45170       | Orléans        | Pithiviers                                                   | CC de la Forêt                         | 31,74            | 4 984 (2022)                      | 157                | modifier les données · modifier les données |
| La Neuville-sur-Essonne     | 45225      | 45390       | Pithiviers     | Le Malesherbois                                              | CC du Pithiverais-Gâtinais             | 9,19             | 345 (2022)                        | 38                 | modifier les données · modifier les données |
| Neuvy-en-Sullias            | 45226      | 45510       | Orléans        | Sully-sur-Loire                                              | CC du Val de Sully                     | 25,28            | 1 365 (2022)                      | 54                 | modifier les données · modifier les données |
| Nevoy                       | 45227      | 45500       | Montargis      | Gien                                                         | Communauté des communes giennoises     | 30,75            | 1 160 (2022)                      | 38                 | modifier les données · modifier les données |
| Nibelle                     | 45228      | 45340       | Pithiviers     | Le Malesherbois                                              | CC du Pithiverais-Gâtinais             | 27,18            | 1 176 (2022)                      | 43                 | modifier les données · modifier les données |
| Nogent-sur-Vernisson        | 45229      | 45290       | Montargis      | Lorris                                                       | CC Canaux et Forêts en Gâtinais        | 33,27            | 2 571 (2022)                      | 77                 | modifier les données · modifier les données |
| Noyers                      | 45230      | 45260       | Montargis      | Lorris                                                       | CC Canaux et Forêts en Gâtinais        | 18,06            | 743 (2022)                        | 41                 | modifier les données · modifier les données |
| Oison                       | 45231      | 45170       | Pithiviers     | Pithiviers                                                   | CC de la Plaine du Nord Loiret         | 12,09            | 122 (2022)                        | 10                 | modifier les données · modifier les données |
| Olivet                      | 45232      | 45160       | Orléans        | Olivet                                                       | Orléans Métropole                      | 23,39            | 22 988 (2022)                     | 983                | modifier les données · modifier les données |
| Ondreville-sur-Essonne      | 45233      | 45390       | Pithiviers     | Le Malesherbois                                              | CC du Pithiverais-Gâtinais             | 6,57             | 403 (2022)                        | 61                 | modifier les données · modifier les données |
| Ormes                       | 45235      | 45140       | Orléans        | Orléans-3                                                    | Orléans Métropole                      | 18,15            | 4 341 (2022)                      | 239                | modifier les données · modifier les données |
| Orville                     | 45237      | 45390       | Pithiviers     | Le Malesherbois                                              | CC du Pithiverais-Gâtinais             | 7,19             | 129 (2022)                        | 18                 | modifier les données · modifier les données |
| Ousson-sur-Loire            | 45238      | 45250       | Montargis      | Gien                                                         | CC du Berry Loire Puisaye              | 5,35             | 702 (2022)                        | 131                | modifier les données · modifier les données |
| Oussoy-en-Gâtinais          | 45239      | 45290       | Montargis      | Lorris                                                       | CC Canaux et Forêts en Gâtinais        | 23,23            | 423 (2022)                        | 18                 | modifier les données · modifier les données |
| Outarville                  | 45240      | 45480       | Pithiviers     | Pithiviers                                                   | CC de la Plaine du Nord Loiret         | 46,61            | 1 343 (2022)                      | 29                 | modifier les données · modifier les données |
| Ouvrouer-les-Champs         | 45241      | 45150       | Orléans        | Saint-Jean-le-Blanc                                          | CC des Loges                           | 10,54            | 539 (2022)                        | 51                 | modifier les données · modifier les données |
| Ouzouer-des-Champs          | 45242      | 45290       | Montargis      | Lorris                                                       | CC Canaux et Forêts en Gâtinais        | 11,32            | 279 (2022)                        | 25                 | modifier les données · modifier les données |
| Ouzouer-sous-Bellegarde     | 45243      | 45270       | Montargis      | Lorris                                                       | CC Canaux et Forêts en Gâtinais        | 11,57            | 314 (2022)                        | 27                 | modifier les données · modifier les données |
| Ouzouer-sur-Loire           | 45244      | 45570       | Orléans        | Sully-sur-Loire                                              | CC du Val de Sully                     | 34,27            | 2 560 (2022)                      | 75                 | modifier les données · modifier les données |
| Ouzouer-sur-Trézée          | 45245      | 45250       | Montargis      | Gien                                                         | CC du Berry Loire Puisaye              | 61,63            | 1 124 (2022)                      | 18                 | modifier les données · modifier les données |
| Pannecières                 | 45246      | 45300       | Pithiviers     | Pithiviers                                                   | CC du Pithiverais                      | 7,02             | 116 (2022)                        | 17                 | modifier les données · modifier les données |
| Pannes                      | 45247      | 45700       | Montargis      | Montargis                                                    | CA montargoise et rives du Loing       | 20,84            | 3 719 (2022)                      | 178                | modifier les données · modifier les données |
| Patay                       | 45248      | 45310       | Orléans        | Meung-sur-Loire                                              | CC de la Beauce Loirétaine             | 13,80            | 2 341 (2022)                      | 170                | modifier les données · modifier les données |
| Paucourt                    | 45249      | 45200       | Montargis      | Châlette-sur-Loing                                           | CA montargoise et rives du Loing       | 20,20            | 920 (2022)                        | 46                 | modifier les données · modifier les données |
| Pers-en-Gâtinais            | 45250      | 45210       | Montargis      | Courtenay                                                    | CC de la Cléry, du Betz et de l'Ouanne | 10,69            | 241 (2022)                        | 23                 | modifier les données · modifier les données |
| Pierrefitte-ès-Bois         | 45251      | 45360       | Montargis      | Gien                                                         | CC du Berry Loire Puisaye              | 27,18            | 286 (2022)                        | 11                 | modifier les données · modifier les données |
| Pithiviers                  | 45252      | 45300       | Pithiviers     | Pithiviers                                                   | CC du Pithiverais                      | 6,94             | 8 981 (2022)                      | 1 294              | modifier les données · modifier les données |
| Pithiviers-le-Vieil         | 45253      | 45300       | Pithiviers     | Pithiviers                                                   | CC du Pithiverais                      | 33,68            | 1 729 (2022)                      | 51                 | modifier les données · modifier les données |
| Poilly-lez-Gien             | 45254      | 45500       | Montargis      | Sully-sur-Loire                                              | Communauté des communes giennoises     | 33,29            | 2 464 (2022)                      | 74                 | modifier les données · modifier les données |
| Préfontaines                | 45255      | 45490       | Montargis      | Courtenay                                                    | CC des Quatre Vallées                  | 11,75            | 429 (2022)                        | 37                 | modifier les données · modifier les données |
| Presnoy                     | 45256      | 45260       | Montargis      | Lorris                                                       | CC Canaux et Forêts en Gâtinais        | 7,72             | 256 (2022)                        | 33                 | modifier les données · modifier les données |
| Pressigny-les-Pins          | 45257      | 45290       | Montargis      | Lorris                                                       | CC Canaux et Forêts en Gâtinais        | 11,91            | 530 (2022)                        | 45                 | modifier les données · modifier les données |
| Puiseaux                    | 45258      | 45390       | Pithiviers     | Le Malesherbois                                              | CC du Pithiverais-Gâtinais             | 20,32            | 3 336 (2022)                      | 164                | modifier les données · modifier les données |
| Quiers-sur-Bezonde          | 45259      | 45270       | Montargis      | Lorris                                                       | CC Canaux et Forêts en Gâtinais        | 16,61            | 1 165 (2022)                      | 70                 | modifier les données · modifier les données |
| Ramoulu                     | 45260      | 45300       | Pithiviers     | Le Malesherbois                                              | CC du Pithiverais                      | 11,96            | 246 (2022)                        | 21                 | modifier les données · modifier les données |
| Rebréchien                  | 45261      | 45470       | Orléans        | Fleury-les-Aubrais                                           | CC de la Forêt                         | 19,19            | 1 396 (2022)                      | 73                 | modifier les données · modifier les données |
| Rouvray-Sainte-Croix        | 45262      | 45310       | Orléans        | Meung-sur-Loire                                              | CC de la Beauce Loirétaine             | 9,47             | 136 (2022)                        | 14                 | modifier les données · modifier les données |
| Rouvres-Saint-Jean          | 45263      | 45300       | Pithiviers     | Pithiviers                                                   | CC du Pithiverais                      | 10,10            | 299 (2022)                        | 30                 | modifier les données · modifier les données |
| Rozières-en-Beauce          | 45264      | 45130       | Orléans        | Meung-sur-Loire                                              | CC des Terres du Val de Loire          | 9,17             | 181 (2022)                        | 20                 | modifier les données · modifier les données |
| Rozoy-le-Vieil              | 45265      | 45210       | Montargis      | Courtenay                                                    | CC des Quatre Vallées                  | 8,14             | 398 (2022)                        | 49                 | modifier les données · modifier les données |
| Ruan                        | 45266      | 45410       | Orléans        | Meung-sur-Loire                                              | CC de la Beauce Loirétaine             | 16,26            | 205 (2022)                        | 13                 | modifier les données · modifier les données |
| Saint-Aignan-le-Jaillard    | 45268      | 45600       | Orléans        | Sully-sur-Loire                                              | CC du Val de Sully                     | 24,31            | 602 (2022)                        | 25                 | modifier les données · modifier les données |
| Saint-Ay                    | 45269      | 45130       | Orléans        | Meung-sur-Loire                                              | CC des Terres du Val de Loire          | 10,07            | 3 691 (2022)                      | 367                | modifier les données · modifier les données |
| Saint-Benoît-sur-Loire      | 45270      | 45730       | Orléans        | Sully-sur-Loire                                              | CC du Val de Sully                     | 18,27            | 1 993 (2022)                      | 109                | modifier les données · modifier les données |
| Saint-Brisson-sur-Loire     | 45271      | 45500       | Montargis      | Sully-sur-Loire                                              | Communauté des communes giennoises     | 21,86            | 961 (2022)                        | 44                 | modifier les données · modifier les données |
| Saint-Cyr-en-Val            | 45272      | 45590       | Orléans        | La Ferté-Saint-Aubin                                         | Orléans Métropole                      | 44,23            | 3 430 (2022)                      | 78                 | modifier les données · modifier les données |
| Saint-Denis-de-l'Hôtel      | 45273      | 45550       | Orléans        | Châteauneuf-sur-Loire                                        | CC des Loges                           | 25,45            | 3 057 (2022)                      | 120                | modifier les données · modifier les données |
| Saint-Denis-en-Val          | 45274      | 45560       | Orléans        | Saint-Jean-le-Blanc                                          | Orléans Métropole                      | 17,11            | 7 768 (2022)                      | 454                | modifier les données · modifier les données |
| Saint-Firmin-des-Bois       | 45275      | 45220       | Montargis      | Courtenay                                                    | CC de la Cléry, du Betz et de l'Ouanne | 19,05            | 498 (2022)                        | 26                 | modifier les données · modifier les données |
| Saint-Firmin-sur-Loire      | 45276      | 45360       | Montargis      | Gien                                                         | CC du Berry Loire Puisaye              | 24,76            | 509 (2022)                        | 21                 | modifier les données · modifier les données |
| Saint-Florent               | 45277      | 45600       | Orléans        | Sully-sur-Loire                                              | CC du Val de Sully                     | 37,78            | 445 (2022)                        | 12                 | modifier les données · modifier les données |
| Saint-Germain-des-Prés      | 45279      | 45220       | Montargis      | Courtenay                                                    | CC de la Cléry, du Betz et de l'Ouanne | 26,18            | 1 864 (2022)                      | 71                 | modifier les données · modifier les données |
| Saint-Gondon                | 45280      | 45500       | Montargis      | Sully-sur-Loire                                              | Communauté des communes giennoises     | 22,40            | 1 046 (2022)                      | 47                 | modifier les données · modifier les données |
| Saint-Hilaire-les-Andrésis  | 45281      | 45320       | Montargis      | Courtenay                                                    | CC de la Cléry, du Betz et de l'Ouanne | 25,71            | 953 (2022)                        | 37                 | modifier les données · modifier les données |
| Saint-Hilaire-Saint-Mesmin  | 45282      | 45160       | Orléans        | Olivet                                                       | Orléans Métropole                      | 14,12            | 3 156 (2022)                      | 224                | modifier les données · modifier les données |
| Saint-Hilaire-sur-Puiseaux  | 45283      | 45700       | Montargis      | Lorris                                                       | CC Canaux et Forêts en Gâtinais        | 11,34            | 154 (2022)                        | 14                 | modifier les données · modifier les données |
| Saint-Jean-de-Braye         | 45284      | 45800       | Orléans        | Saint-Jean-de-Braye                                          | Orléans Métropole                      | 13,70            | 22 088 (2022)                     | 1 612              | modifier les données · modifier les données |
| Saint-Jean-de-la-Ruelle     | 45285      | 45140       | Orléans        | Saint-Jean-de-la-Ruelle                                      | Orléans Métropole                      | 6,10             | 16 608 (2022)                     | 2 723              | modifier les données · modifier les données |
| Saint-Jean-le-Blanc         | 45286      | 45650       | Orléans        | Saint-Jean-le-Blanc                                          | Orléans Métropole                      | 7,66             | 9 534 (2022)                      | 1 245              | modifier les données · modifier les données |
| Saint-Loup-des-Vignes       | 45288      | 45340       | Pithiviers     | Le Malesherbois                                              | CC du Pithiverais-Gâtinais             | 8,86             | 391 (2022)                        | 44                 | modifier les données · modifier les données |
| Saint-Lyé-la-Forêt          | 45289      | 45170       | Orléans        | Pithiviers                                                   | CC de la Forêt                         | 27,22            | 1 235 (2022)                      | 45                 | modifier les données · modifier les données |
| Saint-Martin-d'Abbat        | 45290      | 45110       | Orléans        | Châteauneuf-sur-Loire                                        | CC des Loges                           | 38,97            | 1 825 (2022)                      | 47                 | modifier les données · modifier les données |
| Saint-Martin-sur-Ocre       | 45291      | 45500       | Montargis      | Sully-sur-Loire                                              | Communauté des communes giennoises     | 15,79            | 1 225 (2022)                      | 78                 | modifier les données · modifier les données |
| Saint-Maurice-sur-Aveyron   | 45292      | 45230       | Montargis      | Lorris                                                       | CC Canaux et Forêts en Gâtinais        | 53,76            | 842 (2022)                        | 16                 | modifier les données · modifier les données |
| Saint-Maurice-sur-Fessard   | 45293      | 45700       | Montargis      | Montargis                                                    | CA montargoise et rives du Loing       | 15,38            | 1 144 (2022)                      | 74                 | modifier les données · modifier les données |
| Saint-Michel                | 45294      | 45340       | Pithiviers     | Le Malesherbois                                              | CC du Pithiverais-Gâtinais             | 5,14             | 149 (2022)                        | 29                 | modifier les données · modifier les données |
| Saint-Péravy-la-Colombe     | 45296      | 45310       | Orléans        | Meung-sur-Loire                                              | CC de la Beauce Loirétaine             | 18,96            | 768 (2022)                        | 41                 | modifier les données · modifier les données |
| Saint-Père-sur-Loire        | 45297      | 45600       | Orléans        | Sully-sur-Loire                                              | CC du Val de Sully                     | 10,69            | 1 030 (2022)                      | 96                 | modifier les données · modifier les données |
| Saint-Pryvé-Saint-Mesmin    | 45298      | 45750       | Orléans        | Olivet                                                       | Orléans Métropole                      | 8,87             | 6 200 (2022)                      | 699                | modifier les données · modifier les données |
| Saint-Sigismond             | 45299      | 45310       | Orléans        | Meung-sur-Loire                                              | CC de la Beauce Loirétaine             | 14,93            | 270 (2022)                        | 18                 | modifier les données · modifier les données |
| Sainte-Geneviève-des-Bois   | 45278      | 45230       | Montargis      | Lorris                                                       | CC Canaux et Forêts en Gâtinais        | 40,74            | 1 062 (2022)                      | 26                 | modifier les données · modifier les données |
| Sandillon                   | 45300      | 45640       | Orléans        | Saint-Jean-le-Blanc                                          | CC des Loges                           | 41,31            | 4 209 (2022)                      | 102                | modifier les données · modifier les données |
| Santeau                     | 45301      | 45170       | Pithiviers     | Le Malesherbois                                              | CC du Pithiverais                      | 8,71             | 393 (2022)                        | 45                 | modifier les données · modifier les données |
| Saran                       | 45302      | 45770       | Orléans        | Orléans-3                                                    | Orléans Métropole                      | 19,65            | 16 866 (2022)                     | 858                | modifier les données · modifier les données |
| Sceaux-du-Gâtinais          | 45303      | 45490       | Montargis      | Courtenay                                                    | CC des Quatre Vallées                  | 31,72            | 613 (2022)                        | 19                 | modifier les données · modifier les données |
| Seichebrières               | 45305      | 45530       | Orléans        | Châteauneuf-sur-Loire                                        | CC des Loges                           | 14,84            | 220 (2022)                        | 15                 | modifier les données · modifier les données |
| La Selle-en-Hermoy          | 45306      | 45210       | Montargis      | Courtenay                                                    | CC de la Cléry, du Betz et de l'Ouanne | 19,56            | 778 (2022)                        | 40                 | modifier les données · modifier les données |
| La Selle-sur-le-Bied        | 45307      | 45210       | Montargis      | Courtenay                                                    | CC de la Cléry, du Betz et de l'Ouanne | 30,12            | 1 131 (2022)                      | 38                 | modifier les données · modifier les données |
| Semoy                       | 45308      | 45400       | Orléans        | Saint-Jean-de-Braye                                          | Orléans Métropole                      | 7,78             | 3 204 (2022)                      | 412                | modifier les données · modifier les données |
| Sennely                     | 45309      | 45240       | Orléans        | La Ferté-Saint-Aubin                                         | CC des Portes de Sologne               | 49,32            | 680 (2022)                        | 14                 | modifier les données · modifier les données |
| Sermaises                   | 45310      | 45300       | Pithiviers     | Pithiviers                                                   | CC du Pithiverais                      | 21,25            | 1 703 (2022)                      | 80                 | modifier les données · modifier les données |
| Sigloy                      | 45311      | 45110       | Orléans        | Saint-Jean-le-Blanc                                          | CC des Loges                           | 9,46             | 660 (2022)                        | 70                 | modifier les données · modifier les données |
| Solterre                    | 45312      | 45700       | Montargis      | Montargis                                                    | CA montargoise et rives du Loing       | 9,80             | 476 (2022)                        | 49                 | modifier les données · modifier les données |
| Sougy                       | 45313      | 45410       | Orléans        | Meung-sur-Loire                                              | CC de la Beauce Loirétaine             | 28,25            | 835 (2022)                        | 30                 | modifier les données · modifier les données |
| Sully-la-Chapelle           | 45314      | 45450       | Orléans        | Châteauneuf-sur-Loire                                        | CC des Loges                           | 26,17            | 453 (2022)                        | 17                 | modifier les données · modifier les données |
| Sully-sur-Loire             | 45315      | 45600       | Orléans        | Sully-sur-Loire                                              | CC du Val de Sully                     | 43,60            | 5 142 (2022)                      | 118                | modifier les données · modifier les données |
| Sury-aux-Bois               | 45316      | 45530       | Orléans        | Châteauneuf-sur-Loire                                        | CC des Loges                           | 38,00            | 775 (2022)                        | 20                 | modifier les données · modifier les données |
| Tavers                      | 45317      | 45190       | Orléans        | Beaugency                                                    | CC des Terres du Val de Loire          | 22,62            | 1 338 (2022)                      | 59                 | modifier les données · modifier les données |
| Thignonville                | 45320      | 45300       | Pithiviers     | Pithiviers                                                   | CC du Pithiverais                      | 9,16             | 388 (2022)                        | 42                 | modifier les données · modifier les données |
| Thimory                     | 45321      | 45260       | Montargis      | Lorris                                                       | CC Canaux et Forêts en Gâtinais        | 12,37            | 691 (2022)                        | 56                 | modifier les données · modifier les données |
| Thorailles                  | 45322      | 45210       | Montargis      | Courtenay                                                    | CC de la Cléry, du Betz et de l'Ouanne | 3,45             | 197 (2022)                        | 57                 | modifier les données · modifier les données |
| Thou                        | 45323      | 45420       | Montargis      | Gien                                                         | CC du Berry Loire Puisaye              | 15,16            | 213 (2022)                        | 14                 | modifier les données · modifier les données |
| Tigy                        | 45324      | 45510       | Orléans        | Saint-Jean-le-Blanc                                          | CC des Loges                           | 47,29            | 2 463 (2022)                      | 52                 | modifier les données · modifier les données |
| Tivernon                    | 45325      | 45170       | Pithiviers     | Pithiviers                                                   | CC de la Plaine du Nord Loiret         | 12,61            | 282 (2022)                        | 22                 | modifier les données · modifier les données |
| Tournoisis                  | 45326      | 45310       | Orléans        | Meung-sur-Loire                                              | CC de la Beauce Loirétaine             | 14,94            | 383 (2022)                        | 26                 | modifier les données · modifier les données |
| Traînou                     | 45327      | 45470       | Orléans        | Fleury-les-Aubrais                                           | CC de la Forêt                         | 33,68            | 3 419 (2022)                      | 102                | modifier les données · modifier les données |
| Treilles-en-Gâtinais        | 45328      | 45490       | Montargis      | Courtenay                                                    | CC des Quatre Vallées                  | 13,97            | 294 (2022)                        | 21                 | modifier les données · modifier les données |
| Triguères                   | 45329      | 45220       | Montargis      | Courtenay                                                    | CC de la Cléry, du Betz et de l'Ouanne | 35,78            | 1 267 (2022)                      | 35                 | modifier les données · modifier les données |
| Trinay                      | 45330      | 45410       | Orléans        | Meung-sur-Loire                                              | CC de la Beauce Loirétaine             | 17,22            | 210 (2022)                        | 12                 | modifier les données · modifier les données |
| Vannes-sur-Cosson           | 45331      | 45510       | Orléans        | Saint-Jean-le-Blanc                                          | CC du Val de Sully                     | 35,65            | 602 (2022)                        | 17                 | modifier les données · modifier les données |
| Varennes-Changy             | 45332      | 45290       | Montargis      | Lorris                                                       | CC Canaux et Forêts en Gâtinais        | 29,77            | 1 483 (2022)                      | 50                 | modifier les données · modifier les données |
| Vennecy                     | 45333      | 45760       | Orléans        | Fleury-les-Aubrais                                           | CC de la Forêt                         | 10,71            | 2 045 (2022)                      | 191                | modifier les données · modifier les données |
| Vieilles-Maisons-sur-Joudry | 45334      | 45260       | Montargis      | Lorris                                                       | CC Canaux et Forêts en Gâtinais        | 16,46            | 621 (2022)                        | 38                 | modifier les données · modifier les données |
| Vienne-en-Val               | 45335      | 45510       | Orléans        | Saint-Jean-le-Blanc                                          | CC des Loges                           | 35,94            | 1 965 (2022)                      | 55                 | modifier les données · modifier les données |
| Viglain                     | 45336      | 45600       | Orléans        | Sully-sur-Loire                                              | CC du Val de Sully                     | 39,99            | 854 (2022)                        | 21                 | modifier les données · modifier les données |
| Villamblain                 | 45337      | 45310       | Orléans        | Meung-sur-Loire                                              | CC de la Beauce Loirétaine             | 25,95            | 279 (2022)                        | 11                 | modifier les données · modifier les données |
| Villemandeur                | 45338      | 45700       | Montargis      | Montargis                                                    | CA montargoise et rives du Loing       | 11,55            | 6 931 (2022)                      | 600                | modifier les données · modifier les données |
| Villemoutiers               | 45339      | 45270       | Montargis      | Lorris                                                       | CC Canaux et Forêts en Gâtinais        | 16,18            | 475 (2022)                        | 29                 | modifier les données · modifier les données |
| Villemurlin                 | 45340      | 45600       | Orléans        | Sully-sur-Loire                                              | CC du Val de Sully                     | 48,95            | 537 (2022)                        | 11                 | modifier les données · modifier les données |
| Villeneuve-sur-Conie        | 45341      | 45310       | Orléans        | Meung-sur-Loire                                              | CC de la Beauce Loirétaine             | 17,97            | 192 (2022)                        | 11                 | modifier les données · modifier les données |
| Villereau                   | 45342      | 45170       | Orléans        | Pithiviers                                                   | CC de la Forêt                         | 9,12             | 401 (2022)                        | 44                 | modifier les données · modifier les données |
| Villevoques                 | 45343      | 45700       | Montargis      | Courtenay                                                    | CC des Quatre Vallées                  | 5,06             | 196 (2022)                        | 39                 | modifier les données · modifier les données |
| Villorceau                  | 45344      | 45190       | Orléans        | Beaugency                                                    | CC des Terres du Val de Loire          | 9,50             | 1 076 (2022)                      | 113                | modifier les données · modifier les données |
| Vimory                      | 45345      | 45700       | Montargis      | Montargis                                                    | CA montargoise et rives du Loing       | 26,13            | 1 101 (2022)                      | 42                 | modifier les données · modifier les données |
| Vitry-aux-Loges             | 45346      | 45530       | Orléans        | Châteauneuf-sur-Loire                                        | CC des Loges                           | 44,06            | 2 212 (2022)                      | 50                 | modifier les données · modifier les données |
| Vrigny                      | 45347      | 45300       | Pithiviers     | Le Malesherbois                                              | CC du Pithiverais                      | 16,14            | 797 (2022)                        | 49                 | modifier les données · modifier les données |
| Yèvre-la-Ville              | 45348      | 45300       | Pithiviers     | Le Malesherbois                                              | CC du Pithiverais                      | 26,77            | 666 (2022)                        | 25                 | modifier les données · modifier les données |
| Loiret                      | 45         |             |                |                                                              |                                        | 6 775,00         | 687 063 (2022)                    | 101                | modifier les données                        |